# Дани каранфила
Дани каранфила је традиционална културно-туристичка манифестација која се одржава од 1962. године у Врањској бањи.

## О манифестацији
Манифестација традиционално почиње Будилицом уз звуке трубе а завршава се избором за најлепшу девојку која добија титулу "Каранфил девојче". Поред врањанки, све је већи број девојка из суседних општина и градова, тако да манифестација поприма регионални карактер.
Манифестација има културно-туристички-угоститељски карактер. Обухвата такмичење у припреми старинских јела, наступе фолклорних друштава, дувачких оркестара, естрадних уметника, шаховски турнир, изложбе слика, цвећа и дечијих радова и књижевне вечери.

## Историја
Манифестација Дани каранфила представља наставак Врањског севдаха који је први пут одржан 1962. године да би након паузе од 30 година била опет обновљена под називом Каранфил девојче. 1995. године одбор за организацију туристичко-забавне манифестације дотадашњу манифестацију Каранфил девојче је назвао Дани каранфила, због присутности разних каранфила за време реализовања програмског садржаја. Те године манифестација је трајала две недеље, а почела је отварањем изложбе фотографија и пројекта под називом Бања јуче, данас и сутра коју је приредио мр Никола Спасић у заједници са Историјским архивом из Врања. 1996. године по први пут је у оквиру манифестације организован маратон од Врања до Врањске бање.

## Избор заКаранфил девојче
Ранијих година, победница је била девојка која добије највећи број каранфила од публике. Данас титулу Каранфил девојче додељује жири.

### Симбол манифестације
Симболика каранфила указује на љубав, пријатељство и плодност. Тако да вреди посетити „Дане каранфила“, дане несебичне љубави и искреног пријатељства, дане промоције женске лепоте југа.